# Savinhargues
Savinhargues (en francès Savignargues) és un municipi francès situat al departament del Gard i a la regió d'Occitània.